# 哈恩區

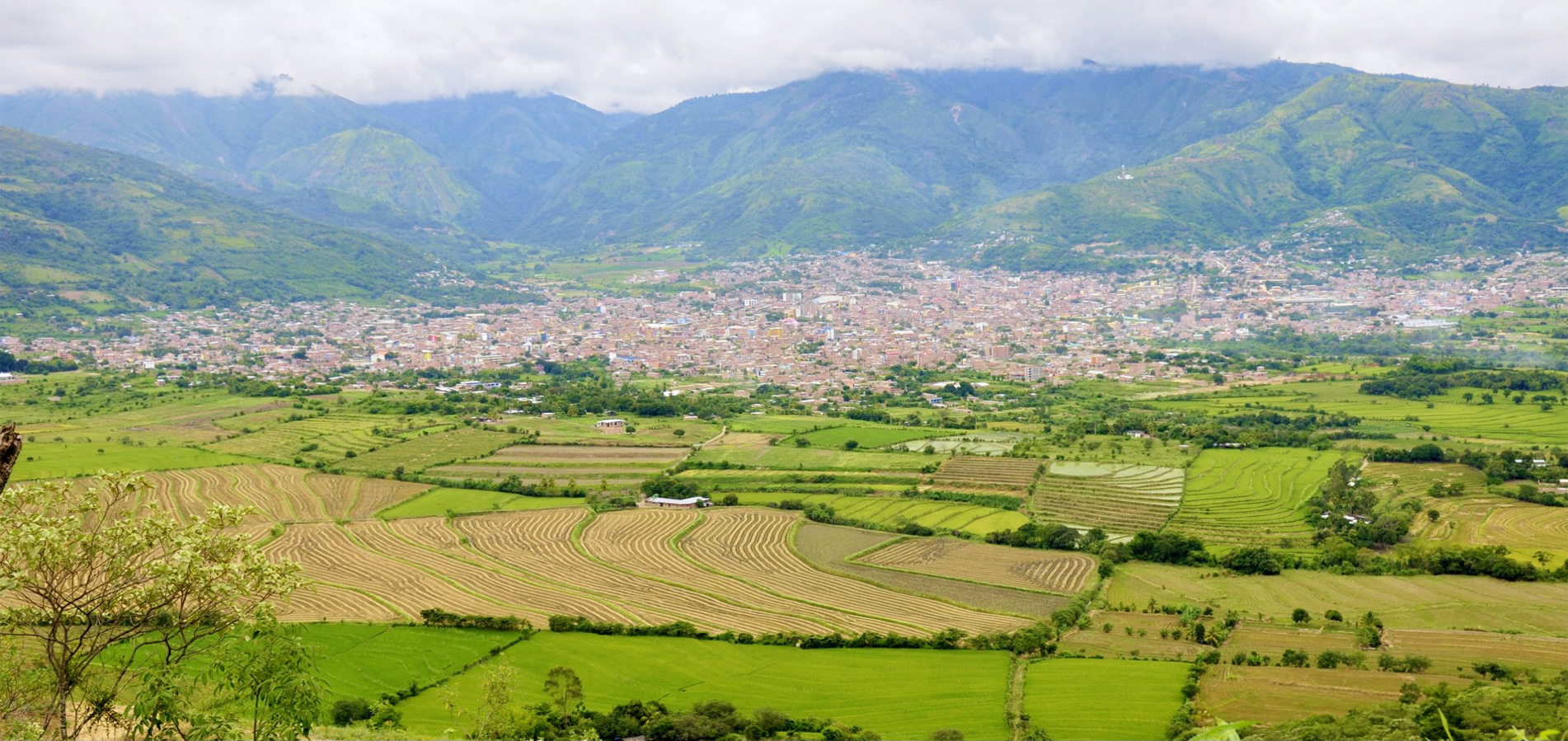

5°42′51″S 78°48′42″W / 5.7142°S 78.8116°W
哈恩區（西班牙語：Distrito de Jaén），是秘魯的一個區，位於該國北部卡哈馬卡大區的哈恩省，面積537.3平方公里，海拔高度729米，2005年人口79,883，人口密度每平方公里150人。